# Piecnik
Piecnik est un village de Pologne, situé dans la gmina de Mirosławiec, dans le powiat de Wałcz, dans la voïvodie de Poméranie occidentale.

## Histoire
De 1815 à 1945, Petznick fait partie de l'arrondissement de Deutsch Krone dans le district de Marienwerder au sein de la province de Prusse-Occidentale